# Megalithanlagen von Prignon
Die Megalithanlagen von Prignon – ein Rundgrab und ein rechteckiger Dolmen – liegen 300 m voneinander entfernt, auf dem Hügel von Prignon in Saint-Cézaire-sur-Siagne bei Grasse im Département Alpes-Maritimes nahe der Grenze zum Département Var in Frankreich. Sie wurden 1866 von Jean René Bourguignat (1829–1892) entdeckt und zuletzt 1971 und 1972 von Gérard Sauzade ausgegraben.

## Rundgrab (Prignon 1)
Prignon 1 ist ein Grab mit runder Kammer aus Blöcken (französisch Tombe à chambre circulaire en blocs). Es liegt am westlichen Ende des Hügels von Prignon (Lage). Die vollständig geschlossene, etwas ovale Rundkammer ist 0,70 m tief erhalten, hat 1,7 bis 1,5 m Durchmesser, besteht aus zehn unbearbeitet verbauten Kalksteinblöcken und liegt in einem ovalen Cairn von etwa 12 × 9 Metern. Die Deckenkonstruktion, über die vermutlich der Zugang erfolgte, fehlt komplett. Ein Gang war nicht vorgesehen. Die Funde bestehen aus einigen menschliche Knochen, einer Vase mit rundem Boden (Öffnungsdurchmesser 12 cm) mit einer Schulter, auf der zwei Brustwarzen zu sehen sind.

## Dolmen (Prignon 2)
Prignon 2 ist ein Nord-Süd orientierter rechteckiger Dolmen, der ebenfalls am Westhang des Hügels liegt  (Lage). Er wurde 1876 von A. de Maret und 1972 von Gérard Sauzade ausgegraben. Der etwa einen Meter hohe Cairnrest hat einen Durchmesser von etwa 10 Metern, in dessen Mitte sich eine rechteckige Kammer befindet, die aus einer Endplatte im Süden, einer großen hohen Platte an der Ostseite, die die Höhe der Endplatte weit übersteigt, sowie zwei kleineren Platten und einem an der Westseite, einer an der Nordseite und Trockenmauerwerk besteht. Der Gang im Westen ist durch drei ausgerichtete Platten an der Nordseite gekennzeichnet. Die Deckplatte fehlte bereits bei seiner Entdeckung.

### Funde von A. de Maret
A. de Maret identifizierte zwei archäologische Ebenen, die durch unregelmäßige Pflasterung voneinander getrennt waren. Die erste erbrachte fragmentierte menschliche Knochen von 25 bis 30 Individuen. Drei Pfeilspitzen, eine mit zwei Kerben in der Basis, einen an der oberen Seitenkante gebrochenen 152 mm langen Dolch. Ein Stück Klinge oder Dolch aus gebändertem Feuerstein. Stücke einer Nadel und einer Ahle aus Bronze. Reste eines Hauspferdes (equus cabalus).
Zwei Anhänger aus durchlochten Herzmuscheln.

### Funde von G. Sauzade
Einige Knochenfragmente und 1465 Zähne (von mindestens 91 Individuen), zwei Blattpfeilspitzen, Feuerstein, korrodierte Scherben, drei durchbohrte Fuchszähne, eine zahnförmige Perle, drei grüne Specksteinperlen, drei dunkelgrüne Steatitperlen in Fassform, drei Anhänger, ein Ringfragment. Die Grundschicht erinnert an das Altneolithikum oder das Chalkolithikum, die obere an einen Bronzezeithorizont. Die Radiokarbondatierung dieser Stufe liegen bei 2070 v. Chr.

## Umgebung
In der Umgebung liegen die Megalithanlagen von Mauvans sud, der Dolmen des Puades und der Dolmen de la Graou.